# Gyland Station
Gyland Station (Gyland stasjon) er en jernbanestation på Sørlandsbanen, der ligger i Flekkefjord kommune i Norge. Den består af nogle få spor, to perroner og en stationsbygning opført i gulmalet træ.
Stationen åbnede 17. december 1943, da banen blev forlænget fra Kristiansand til Sira. Stationsbygningen blev opført efter tegninger af Gudmund Hoel og Bjarne Friis Baastad ved NSB Arkitektkontor i samme stil som de øvrige stationer på baner. Stationen blev fjernstyret fra 19. august 1969 men var fortsat bemandet med billetsalg indtil 1. juni 1986. Perronen ved stationen blev moderniseret i 2010.